# Virgen de Lluch (metropolitana di Palma di Maiorca)
Virgen de Lluch è una fermata della linea 2 della Metropolitana di Palma di Maiorca. È in servizio dal 2013.

## Storia
Il servizio della linea 2 iniziò il 13 marzo 2013 a seguito dei lavori di adeguamento delle linee già esistenti. I lavori di adeguamento iniziarono nel gennaio 2013 e durarono 2 mesi.

## Servizi
La stazione dispone di:
- Biglietteria automatica

## Interscambi
- Fermata autobus urbani
- Linea ferroviaria T2
- Linea ferroviaria T3